# Empoascanara plicata
Empoascanara plicata är en insektsart som beskrevs av Irena Dworakowska 1978. Empoascanara plicata ingår i släktet Empoascanara och familjen dvärgstritar. Inga underarter finns listade i Catalogue of Life.